# 西部防空管制群
西部防空管制群（せいぶぼうくうかんせいぐん）は、春日基地に所在する西部航空警戒管制団隷下の部隊である。

## 部隊編成
- 群本部
- 防空管制隊
- 警戒通信隊

## 主要幹部
| 官職名                                | 階級    | 氏名       | 補職発令日     | 前職         |
| ------------------------------------- | ------- | ---------- | -------------- | ------------ |
| 西部航空警戒管制団 西部防空管制群司令 | 1等空佐 | 鈴木千佐加 | 2016年12月01日 | 情報本部勤務 |

| 代 | 氏名       | 在職期間                        | 前職                                                    | 後職                                |
| -- | ---------- | ------------------------------- | ------------------------------------------------------- | ----------------------------------- |
|    | 柏原浩之   | 0000年00月00日 - 1973年03月15日 |                                                         | プログラム管理隊長                  |
|    | 岩瀬秀男   | 1973年03月16日 - 1974年09月30日 | 西部航空警戒管制団第7警戒群司令 兼 高尾山分とん基地司令 | 航空自衛隊幹部候補生学校第2教育部長 |
|    | 塩足介弘   | 1974年10月01日 - 1977年03月15日 | 北部航空警戒管制団第42警戒群司令 兼 大湊分とん基地司令  | 西部航空警戒管制団副司令            |
|    | 魚住昭典   | 1977年03月16日 - 1979年03月15日 | 中部航空警戒管制団第23警戒群司令 兼 輪島分とん基地司令  | 航空自衛隊第5術科学校副校長         |
|    | 櫻木久壽雄 | 1979年03月16日 - 1981年02月09日 | 航空自衛隊第4術科学校業務部長                           | 西部航空警戒管制団基地業務群司令    |
|    | 早田匡之   | 1981年02月10日 - 1983年06月30日 | 中部航空警戒管制団第1警戒群司令 兼 笠取山分とん基地司令 | 西部航空警戒管制団副司令            |
|    | 三浦孝寛   | 1983年07月01日 - 1986年08月31日 | 第11飛行教育団基地業務群司令                            | 第13飛行教育団副司令                |
|    | 諸石直樹   | 1986年09月01日 - 1988年07月31日 | 航空幕僚監部防衛部勤務                                  | 第6航空団副司令                     |
|    | 藤原忠晴   | 1988年08月01日 - 1989年10月16日 | 航空総隊司令部防衛部防衛班長                            | 北部航空警戒管制団副司令            |
|    | 館林千榮樹 | 1989年10月17日 - 0000年00月00日 | 航空自衛隊幹部学校勤務                                  |                                     |
|    | 望月靖夫   | 1991年03月16日 - 1993年07月07日 | 航空幕僚監部人事教育部厚生課 厚生班長                   | 航空幕僚監部総括副監察官            |
|    | 澤田保     | 1993年07月08日 - 1996年03月24日 | 南西航空警戒管制隊第56警戒群司令 兼 与座岳分屯基地司令  | 防衛研究所主任研究官                |
|    | 徳田正行   | 1996年03月25日 - 1998年07月31日 | 航空自衛隊幹部学校勤務                                  | 防衛大学校教授                      |
|    | 田中伸芳   | 1998年08月01日 - 2001年07月31日 | 第5航空団基地業務群司令                                 | プログラム管理隊司令                |
|    | 泉賢一     | 2001年08月01日 - 2003年03月31日 | 航空幕僚監部調査部調査課計画班長                        | 航空幕僚監部総務部総務課庶務室長    |
|    | 美馬博     | 2003年04月01日 - 0000年00月00日 | 警戒航空隊副司令（浜松）                                |                                     |
|    | 佐藤秀幸   | 0000年00月00日 - 2006年12月05日 |                                                         | 南西航空警戒管制隊副司令            |
|    | 大浦弘容   | 2006年12月06日 - 2009年07月20日 | 航空幕僚監部運用支援・情報部 運用支援課運用支援調整官   | 航空幕僚監部総務部総務課長          |
|    | 荒木哲哉   | 2009年07月21日 - 2011年08月04日 | 航空幕僚監部運用支援・情報部 運用支援課計画班長         | 航空幕僚監部防衛部装備体系課長      |
|    | 白水裕人   | 2011年08月05日 - 2013年03月31日 | 情報本部勤務                                            | 航空自衛隊幹部学校主任教官          |
|    | 井上剛     | 2013年04月01日 - 2015年03月24日 | 航空幕僚監部防衛部防衛課勤務                            | 作戦情報隊電波情報収集群司令        |
|    | 井上伸康   | 2015年03月25日 - 2016年11月30日 | 統合幕僚監部運用部運用第2課 災害派遣班長                | 作戦情報隊電波情報収集群司令        |
|    | 鈴木千佐加 | 2016年12月01日 -                | 情報本部勤務                                            |                                     |